# 롱아일랜드 코리아타운

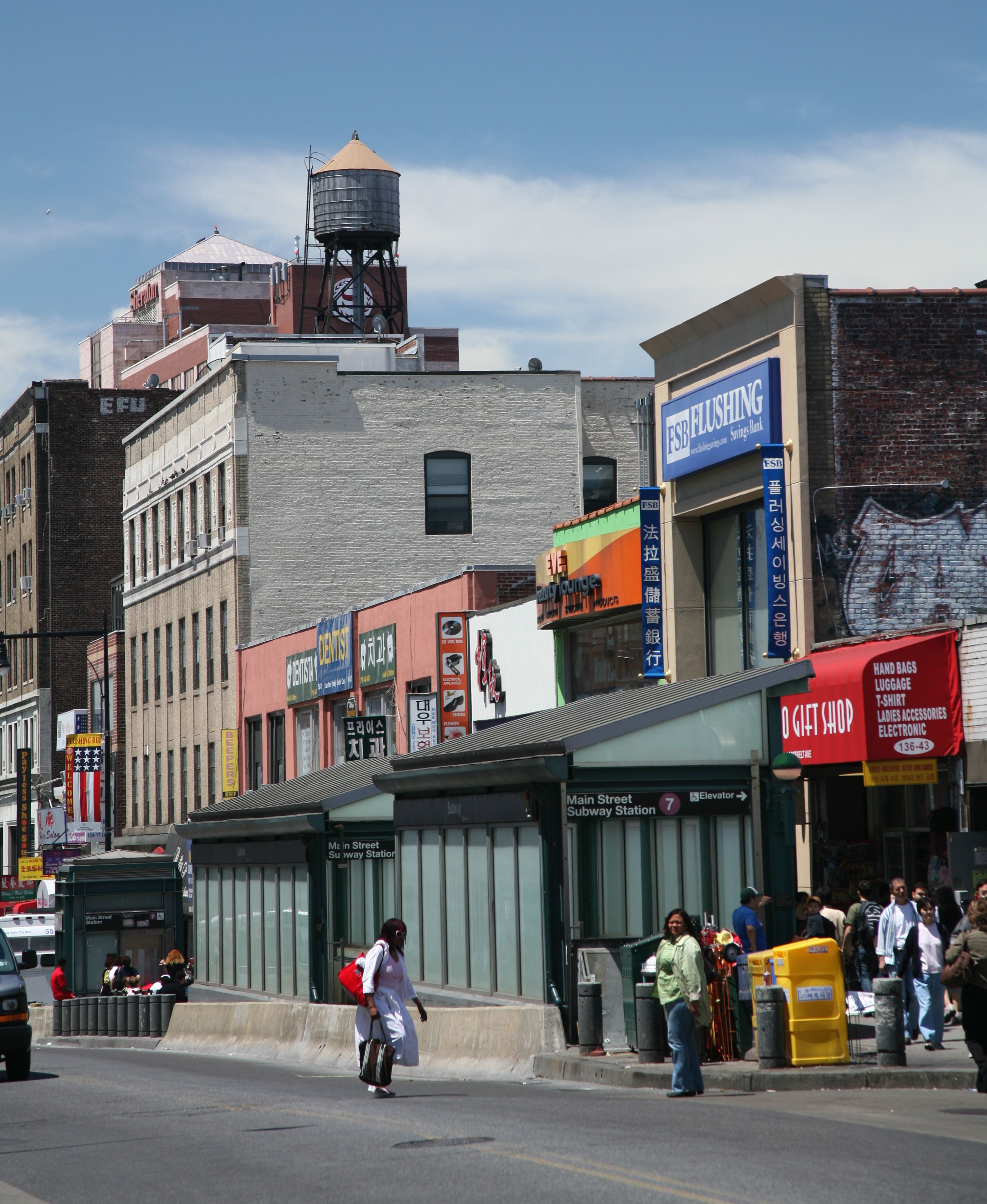

플러싱 코리아타운(영어: Koreatown)은 미국 뉴욕주 뉴욕 퀸즈의 플러싱에 위치한 코리아타운이다. 미국 동부 지역 최대의 코리아타운이며, 2010년 인구조사에 따르면 퀸즈에 거주하고 있는 한인은 64,107명이다.

## 소개
뉴욕 플러싱에 미국 동부지역 최대의 코리아타운이 자리잡고 있다. 1965년도 이민법 개정으로 아시아 국가들에도 미국 이민 문호가 개방되면서, 한인을 비롯하여 중국인, 인도인 등 아시아인들이 물밀듯 플러싱 지역으로 들어와 플러싱의 성장을 부추겼다. 그리하여 1970년 이후에는 7번 지하철 노선 주위지역이 한국인, 중국인, 인도인 등 많은 아시아인들의 집중 거주지역이 되면서 7번 지하철을 이용하는 아시아인들이 증가하자, 뉴욕시민들은 7번 지하철을 '인터내셔널 익스프레스(International Express)' 또는 비하하는 의미로 '오리엔탈 익스프레스(Orient Express)'라고 부르기도 했다.

## 같이 보기
- 코리아타운 (맨해튼)